# Јовиша Славковић
Јовиша М. Славковић (Рти, 9. март 1938 — Драгачево, 28. јануар 2022) био је српски писац, публициста, хроничар, сликар, друштвени радник. Цео радни век истраживао, бележио, објављивао, сликао и тако чувао Драгачево и Драгачевце од заборава. Члан је Удружења књижевника Србије и Самоуких сликара и вајара Драгачева.

## Биографија
Јовиша Славковић је рођен у Ртима у централном делу Драгачева 9. марта 1938. Осмогодишњу школу завршио је у Ртима и Гучи, гимназију у Чачку, а Вишу управну школу у Нишу. Радни век провео у Гучи. Био је тржишни инспектор рада, секретар Основне школе у Гучи, секретар самоуправних интересних заједница основног образовања, културе, физичке културе и информисања општине Лучани, председник Извршног савета Скупштине општине Лучани, вршилац дужности начелника за урбанизам, комунално – стамбене и друштвене делатности Скупштине општине Лучани, директор Дома културе и Сабора трубача у Гучи. Живи и интензивно ради у Гучи.

## Истраживачки рад и објављене књиге
Књижевник Ника- Никола Стојић у предговору поменуте Славковићеве књиге Села и вароши Драгачева, између осталог каже:
| „ | Почео је од турских дефтера (пореских пусула из XIV и XV века), па наставио преко старих и нових књига, архивске грађе, статистике, научних радова, студија, сведочења бројних истраживача, до написа у зборницима, часописима и листовима | ” |

Написане књиге су производ година свакодневног истраживања. Оне су драгоцена сведочанства о прошлим временима, догађајима и људима у њима. То су белешке против колективног и појединачног заборава.
Књиге:
Споменичка баштина Драгачева, монографија, Горњи Милановац, 1993. / Становништво Драгачева, монографија, Гуча, 1993/Мајстори трубе, монографија написана са Љубишом М. Ристићем, Гуча, 1998/Народно градитељство Драгачева, монографија, Чачак, 2000/Све трубе Драгачева, монографија написана са Ником-Николом Стојићем, Предрагом Раовићем и Радованом М. Маринковићем, Чачак, 2000/Свети великомученик Прокопије, монографија, Рти, 2000/Повесница првог сабора трубача, монографија, Чачак-гуча, 2003/Бој на Лопашу, монографија написана са Ником- Николом Стојићем и Радованом М. Маринковићем, Пожега, 2006/Драгачевски сабор трубача (1961—2005), монографија написана са Ником-Николом Стојићем и Радованом М. Маринковићем, Чачак-Гуча, 2005/Трубачка будилица од Гуче до вечности, монографија написана са сарадницима, Чачак, 2006. и друго допуњено издање 2007. (двојезично издање, преведено и на енглески)/Драгачево у прошлости и садашњости, монографија, Гуча, 2006/Села и вароши Драгачева, монографија, Гуча, 2009/Удружење самоуких сликара и вајара Драгачева: 35 година рада, монографија написана у сарадњи са Ником-Николом Стојићем и Миљаном Капларевићем, Гуча, 2009/Гучки светионик/сто шездесет година основне школе, монографија написана са Ником-Николом Стојићем, Гуча, 2010/Гуча-пола века сабора трубача (1961—2010), монографија написана са Адамом Тадићем, Ником-Николом Стојићем и Радованом М. Маринковићем, Београд- Гуча, 2010/Славом овенчани/Мајстори трубе, монографија писана са Ником-Николом Стојићем, Гуча, 2010/Духовни летопис Ртију, Гуча, 2011/Осамдесет година Ф.К. „Драгачево“ (1932-2012),Гуча, 2012/Гуча кроз векове, хроника писана са Ником-Николом Стојићем, Гуча, 2012/Друмови Драгаћева од средњег до краја двадесетог века, каталошка монографија писана са Ником-Николом Стојићем, Гуча, 2013/Стрељачки клуб „Драгачево“ (1932-2012),Гуча, 2013/Дозиви и одзиви звона, Котража-Рти, 2013/Богосав Живковић у Драгачеву, каталошка монографија писана са Ником-Николом Стојићем, Гуча, 2013/Драгачевци овенчани Карађорђевом звездом, писано са Радованом Маринковићем, Никм-Николом Стојићем и Зораном Маринковићем, Гуча, 2014/Бој на Крстацу 1914. године, монографија, Гуча 2014/Лиса на Венцу, хроника писана са Радованом М. Маринковићем, Београд, 2015/Трубачко саборовање у Гучи (1961—2015), монографија писана са Радованом М. Маринковићем,Никомћ-Николом Стојићем и Зораном Маринковићем, Гуча, 2015/Историјат Драгачевског сабора трубача, Гуча, 2015.
Сарадник је у многим електронским медијим, листовима, часописима, публикацијама, зборницима који сведоче словјевиту политичку, привредну и културну историју овог дела западне Србије. Рецензент је неколико научних књига. Био је уредник листа „Драгачевски трубач“.

## Представљен у енциклопедијама и лексиконима
- Драгачевци у науци и уметности, аутори: др Бранко Ковачевић, Ника-Никола Стојић, Радован М. Маринковић, Чачак, 1998. (стр. 153-154)
- Писци Драгачева, Радован М. Маринковић и Зоран Маринковић, стране: 45, 46, 47 и 48, Гуча, 2010.
- Наива у Србији, Славомир Војиновић, Верона (Италија), 1991. стране 130.
- Снови у боји – самоуки сликари Србије, Славомир Војиновић, Београд, (2013). стр. 331 и 332.[2]

## Признања и награде
Јовиша Славковић је добио повељу првог Вуковог сабора српског народа у расејању, Златну значку Културно – просветне заједнице Србије, Златне значке народне одбране Југославије и Орден рада са сребреним венцем.

## Посебно признање Вукова награда за 2017. г.
Културно-просветна заједница Србије 54. пут додељује Вукову награду за нарочите резултате остварене у стваралачком раду на ширењу културе, образовања и науке у Републици Србији и на свесрпском културном простору. Међу лауреатима ове изузетне Вукове награде за 2017. г . је и књижевик, публилциста, хроничар и сликара Јовиша М. Славковић из Гуче.

## Сликарство
Као члан Удружења самоуких сликара и вајара Драгачева излагао је успешно сам и са пријатељима на преко 50 изложби у Србији: Београд, Нови Сад, Чачак, Горњи Милановац, Пожега, Ивањица, Ариље, Златибор, Власина, Ириг, Рума, Сремска Митровица, Шабац и више пута у Гучи и Лучанима и иностранству: Малме, Диселдорф, Штудгарт, Линц, Дравоград, Осијек, Бијељина, Дубровник, Тиват, Будва...